# Софія Ассефа
Софія Ассефа  (амх. ሶፍአ አሠፋ, 14 листопада 1987) — ефіопська легкоатлетка, олімпійська медалістка.  Вона була срібною призеркою літніх Олімпійських ігор 2012 року.

## Кар'єра
Вона також брала участь в Олімпійських іграх 2008 року, але не дійшла до фіналу. Вона фінішувала тринадцятою на чемпіонаті світу 2009 року і четвертою у фіналі чемпіонату світу з легкої атлетики 2009 року.
На літніх Олімпійських іграх 2012 року вона виграла срібну медаль у бігу на 3000 метрів з перешкодами з часом 9:09.84 хвилини. Її особистий рекорд з бігу на 3000 метрів з перешкодами також був встановлений у 2012 році, час 9:09.00, показаний в Осло в червні того ж року.
У 2013 році вона виграла бронзову медаль на чемпіонаті світу в Москві, а в 2015 році — золоту медаль на Африканських іграх у Браззавілі.
Її особистий рекорд з бігу на 5 000 метрів — 15:59.74 хвилини, встановлений у липні 2007 року в Льєжі.

## Виступи на Олімпіадах
| Олімпіада   | Дисципліна | Місце     |
| ----------- | ---------- | --------- |
| Пекін 2008  | стиплчез   | 8 h2 r1/2 |
| Лондон 2012 | стиплчез   | 3         |